# Pantoporia glyceria
Pantoporia glyceria är en fjärilsart som beskrevs av Hans Fruhstorfer 1908. Pantoporia glyceria ingår i släktet Pantoporia och familjen praktfjärilar. Inga underarter finns listade i Catalogue of Life.